# Даґмар Газе
Даґмар Газе (нім. Dagmar Hase, 22 грудня 1969) — німецька плавчиня.
Олімпійська чемпіонка 1992 року, призерка 1996 року.
Чемпіонка світу з водних видів спорту 1991, 1998 років, призерка 1994 року.
Призерка Чемпіонату світу з плавання на короткій воді 1995 року.
Чемпіонка Європи з водних видів спорту 1989, 1993, 1995, 1997 років, призерка 1991 року.